# Primo ufficiale di coperta
Quella di primo ufficiale di coperta (in lingua inglese: chief mate o first mate; in inglese americano: chief officer, o first officer) è una qualifica professionale della sezione di coperta prevista e certificata della normativa internazionale di cui alla convenzione IMO STCW in vigore, e una posizione/funzione prevista dalla gerarchia di bordo sulle navi mercantili.
Il certificato di abilitazione (detto anche certificato di competenza) alla qualifica di primo ufficiale di coperta è comunemente detto "patente" per distinguerlo da quello precedente di ufficiale di coperta che, essendo di rango inferiore, è invece detto "patentino".
In seguito all'apertura di una procedura di infrazione da parte dell'Unione europea nei confronti dell'Italia (e di altri Stati UE) successivamente archiviata poiché ottemperata, per poter sostenere l'esame di abilitazione a primo ufficiale di coperta presso le Direzioni marittime è necessario che i possessori del titolo di ufficiali di navigazione abbiano frequentato e superato il corso di formazione di 300 ore a livello direttivo per il conseguimento delle competenze necessarie a rivestire tale ruolo.

## Funzioni
Il ''primo ufficiale di coperta'' espleta le sue funzioni di sicurezza di bordo. Ufficiale in linea di successione dopo il Comandante (e Comandante in seconda ove previsto). Il suo grado va a collocarsi nella gerarchia a bordo delle navi mercantili al di sotto del Direttore di Macchina e del Direttore di Macchina in seconda (ove previsto) in quanto Capitani responsabili del loro dipartimento, in situazioni ove il Comandante risultasse impedito (ed in mancanza del Comandante in Seconda) potrebbe espletare la momentanea funzione di ufficiale al comando.

### Primo ufficiale di coperta su navi di stazza pari o superiore a 3000 GT
L'articolo 6 del decreto ministeriale 30 novembre 2007 specifica i requisiti per il conseguimento del titolo di Primo ufficiale di coperta su navi di stazza pari o superiore a 3000 tonnellate e le relative mansioni a bordo.

Controspallina da 1º ufficiale di coperta della Marina Mercantile.

Il primo ufficiale di coperta imbarca con tale qualifica a bordo di navi aventi una stazza pari o superiore a 3000 GT assumendone la responsabilità di una guardia in navigazione a livello direttivo.
Per conseguire il certificato di abilitazione (detto "patente") di primo ufficiale di coperta su navi di stazza pari o superiore a 3000 GT occorrono i seguenti requisiti:
- essere in possesso del certificato di abilitazione (detto "patentino") di ufficiale di coperta;
- essere in possesso di un diploma di scuola secondaria di II ciclo dell'istituto tecnico indirizzo trasporti e logistica opzioni conduzione del mezzo navale, che fornisce le conoscenze di cui alla sezione A-II/1 del codice STCW, riconosciuto dal Ministero delle infrastrutture e dei trasporti;
- in alternativa al requisito di cui al punto precedente, essere in possesso di un titolo di studio conclusivo di un percorso di secondo ciclo, integrato dal previsto percorso formativo per l'acquisizione delle competenze specifiche di coperta di cui alla sezione A-II/1 del codice STCW;
- aver effettuato 18 mesi di navigazione in qualità di ufficiale di coperta responsabile di una guardia in navigazione, a livello operativo, su navi di stazza pari o superiore a 3000 GT, soggette alle disposizioni impartite dalla Convenzione STCW, risultanti dal libretto di navigazione;
- aver completato un modulo formativo e di addestramento sugli standard specifici della sezione A-II/2 del codice STCW per comandanti e primi ufficiali[3]. Tale modulo è svolto presso gli istituti autorizzati dal Ministero delle infrastrutture e dei trasporti relativamente ad un percorso formativo relativo alla acquisizione delle competenze specifiche di coperta;
- aver frequentato, con esito favorevole, i corsi di addestramento ECDIS, radar ARPA, bridge team work, e ricerca-salvataggio presso istituti, enti o società riconosciuti idonei dal Ministero delle infrastrutture e dei trasporti, ed essere in possesso del certificato di assistenza medica (medical care)[4][5] rilasciato e/o riconosciuto dal Ministero della salute;
- aver sostenuto, con esito favorevole, un esame teorico pratico, dopo il completamento del periodo di navigazione previsto di 18 mesi, sul possesso delle competenze e capacità di eseguire i compiti e le mansioni di primo ufficiale di coperta di cui alla sezione A-II/2 del codice STCW, a livello direttivo[3].

Nel caso in cui il primo ufficiale di coperta su navi di stazza pari o superiore a 3000 GT non è in possesso dell'addestramento per il sistema ECDIS, il certificato è rilasciato con limitazioni per il sistema ECDIS.
Nel caso in cui il primo ufficiale di coperta su navi di stazza pari o superiori a 3000 GT è assegnato dal ruolo d'appello alla conduzione del battello di emergenza veloce (MABEV), deve possedere l'attestato di addestramento di marittimo abilitato ai mezzi di salvataggio veloci istituito dal Ministero delle infrastrutture e dei trasporti.
Possono conseguire il titolo professionale marittimo di Primo ufficiale di coperta su navi di stazza pari o superiore a 3000 tonnellate coloro che sono in possesso dell'abilitazione di Comandante su navi di stazza compresa tra 500 e 3000 GT nonché di un diploma di scuola secondaria di II ciclo ad indirizzo nautico o marittimo di un diploma di laurea triennale in scienze nautiche, conseguita presso università legalmente riconosciuta.

### Primo ufficiale di coperta su navi di stazza compresa tra 500 e 3000 GT
L'articolo 7 del decreto ministeriale 30 novembre 2007 specifica i requisiti per il conseguimento del titolo di Primo ufficiale di coperta su navi di stazza compresa tra 500 e 3000 tonnellate e le relative mansioni a bordo.
Il primo ufficiale di coperta su navi di stazza compresa tra 500 e 3000 GT assume la responsabilità di una guardia in navigazione, a livello direttivo, a bordo di navi aventi una stazza compresa tra 500 e 3000 GT.
Per conseguire il certificato di abilitazione (detto "patente") di primo ufficiale di coperta su navi di stazza compresa tra 500 e 3000 GT occorrono i seguenti requisiti:
- essere in possesso del certificato di abilitazione (detto "patentino") di ufficiale di coperta;
- essere in possesso di un diploma di scuola secondaria di II ciclo dell’istituto tecnico indirizzo trasporti e logistica opzioni conduzione del mezzo navale, che fornisce le conoscenze di cui alla sezione A-II/1 del codice STCW, riconosciuto dal Ministero delle infrastrutture e dei trasporti;
- in alternativa al requisito di cui al punto precedente, essere in possesso di un titolo di studio conclusivo di un percorso di secondo ciclo, integrato dal previsto percorso formativo per l'acquisizione delle competenze specifiche di coperta di cui alla sezione A-II/1 del codice STCW;
- aver effettuato 18 mesi di navigazione in qualità di ufficiale di coperta responsabile di una guardia in navigazione, a livello operativo, su navi di stazza pari o superiore a 3000 GT, soggette alle disposizioni impartite dalla Convenzione STCW, risultanti dal libretto di navigazione;
- aver completato un modulo formativo e di addestramento sugli standard specifici della sezione A-II/2 del codice STCW per comandanti e primi ufficiali. Tale modulo è svolto presso gli istituti autorizzati dal Ministero delle infrastrutture e dei trasporti relativamente ad un percorso formativo relativo alla acquisizione delle competenze specifiche di coperta[3];
- aver frequentato, con esito favorevole, i corsi di addestramento ECDIS, radar ARPA, bridge team work, e ricerca-salvataggio presso istituti, enti o società riconosciuti idonei dal Ministero delle infrastrutture e dei trasporti, ed essere in possesso del certificato di assistenza medica (medical care)[4][5] rilasciato e/o riconosciuto dal Ministero della salute;
- aver sostenuto, con esito favorevole, un esame teorico pratico, dopo il completamento del periodo di navigazione previsto di 18 mesi, sul possesso delle competenze e capacità di eseguire i compiti e le mansioni di primo ufficiale di coperta di cui alla sezione A-II/2 del codice STCW, a livello direttivo.

Nel caso in cui il primo ufficiale di coperta su navi di stazza pari o superiore a 3000 GT non è in possesso dell’addestramento per il sistema ECDIS, il certificato è rilasciato con limitazioni per il sistema ECDIS.
Nel caso in cui il primo ufficiale di coperta su navi di stazza pari o superiori a 3000 GT è assegnato dal ruolo d'appello alla conduzione del battello di emergenza veloce (MABEV), deve possedere l'attestato di addestramento di marittimo abilitato ai mezzi di salvataggio veloci istituito dal Ministero delle infrastrutture e dei trasporti.

### Primo ufficiale di coperta su navi di stazza compresa tra 500 e 3000 GT che effettuano viaggi costieri
L'articolo 5 del decreto ministeriale 6 settembre 2011 specifica i requisiti per il conseguimento del titolo di Primo ufficiale di coperta su navi di stazza compresa tra 500 e 3000 tonnellate che effettuano viaggi costieri e le relative mansioni a bordo.
Il primo ufficiale di coperta su navi di stazza compresa tra 500 e 3000 GT che effettuano viaggi costieri imbarca con tale abilitazione su navi fino a 3000 GT che effettuano viaggi costieri.
Per conseguire l'abilitazione di Primo Ufficiale di coperta su navi di stazza compresa tra 500 e 3000 GT che effettuano viaggi costieri occorrono i seguenti requisiti:
- essere in possesso del certificato IMO di ufficiale di coperta su navi di stazza compresa tra 500 e 3000 GT che effettuano viaggi costieri;
- aver effettuato 9 mesi di navigazione in servizio di coperta in qualità di ufficiale responsabile di una guardia in navigazione su navi fino a 3000 GT adibite a viaggi costieri risultanti dal libretto di navigazione;
- aver frequentato con esito favorevole i corsi di addestramento STCW, Radar ARPA, Bridge Team Work - Ricerca e Salvataggio conseguiti presso istituti, enti o societa' riconosciuti idonei dal Ministero delle infrastrutture e dei trasporti, ed essere in possesso del certificato di assistenza medica (Medical Care) rilasciato dal Ministero della salute ai sensi del decreto ministeriale 25 agosto 1997, pubblicato nella Gazzetta Ufficiale del 15 settembre 1997, n. 215;
- aver sostenuto con esito favorevole un esame teorico pratico, ai sensi dell'art. 6 del decreto direttoriale 17 dicembre 2007, pubblicato nella Gazzetta Ufficiale del 16 gennaio 2008, n. 13, di cui alla Sezione A-II/3 del Codice STCW, dopo il completamento dei 9 mesi di navigazione richiesti.

### Fonti normative internazionali
- Legge 21 novembre 1985, n. 739, in materia di "Adesione alla convenzione del 1978 sulle norme relative alla formazione della gente di mare, al rilascio dei brevetti ed alla guardia."
- Decreto del presidente della Repubblica 8 novembre 1991, n. 435, in materia di "Approvazione del regolamento per la sicurezza della navigazione e della vita umana in mare."
- Decreto legislativo 7 luglio 2011, n. 136, in materia di "Attuazione della direttiva 2008/106/CE concernente i requisiti minimi di formazione per la gente di mare."
- Decreto legislativo 12 maggio 2015, n. 71, in materia di "Attuazione della direttiva 2012/35/UE, che modifica la direttiva 2008/106/CE, concernente i requisiti minimi di formazione della gente di mare."

### Fonti normative italiane
- Decreto ministeriale del 30 novembre 2007 Archiviato il 3 febbraio 2015 in Internet Archive. e successive modificazioni (vedi sotto)
  -  Decreto ministeriale del 6 settembre 2011, su mit.gov.it. URL consultato il 6 febbraio 2015 (archiviato dall'url originale il 17 agosto 2014).
  -  Decreto ministeriale del 7 novembre 2011 (PDF), su iosrlcultura.com.
- Decreto legislativo 7 luglio 2011, n. 136. Attuazione della direttiva 2008/106/CE concernente i requisiti minimi di formazione per la gente di mare., su mit.gov.it. URL consultato il 6 febbraio 2015 (archiviato dall'url originale il 17 agosto 2014).
- Decreto ministeriale del 4 dicembre 2013 (PDF), su amadi.org.

### Testi
- Serena Cantoni, Sali a bordo. Perché scegliere la carriera marittima Archiviato il 3 giugno 2016 in Internet Archive.. Ministero dei trasporti e della navigazione, Roma.